# Elisabethbode
De Elisabeth(bode) is een magazine over geloofs- en zingevingsthema's, dat zich vooral richt op vrouwen en mannen vanaf 50 jaar en heeft een protestantse achtergrond.

## Geschiedenis
Elisabeth Mijnhardt-Keller (1881-1929) was een welgestelde dame die zich in het begin van de twintigste eeuw in Zeist en omgeving jarenlang bezighield met sociale en evangelisatie-activiteiten. Via persoonlijke gesprekken en brieven getuigde zij van de boodschap van de Bijbel. Bij haar overlijden liet zij enkele miljoenen guldens na. Haar weduwnaar, de farmaceutisch fabrikant Andries Mijnhardt (1878-1973), besloot (in 1929 te Zeist) het evangelisatiewerk van zijn vrouw voort te zetten door middel van een maandblad dat hij haar naam gaf. Het blad werd in de beginjaren gratis toegestuurd aan enige duizenden adressen in Nederland. De Elisabeth is een abonnementenblad dat deels ook verspreid wordt door vrijwilligers vanuit de kerken. Het blad komt ook bij zorginstellingen, gevangenissen en dergelijke.
Kellers erfenis werd door Mijnhardt ondergebracht in de stichting Vrienden van de Elisabethbode. Deze stichting ondersteunt projecten die het tijdschrift versterken. 
Eind juli 2011 werd bekendgemaakt dat het tijdschrift werd overgenomen door bijbeldrukkerij en uitgeverij Royal Jongbloed BV van de failliet verklaarde uitgeverij van christelijke tijdschriften Inspirit Media.
De Hebreeuwse naam Elisabeth is uit de Bijbel afkomstig en betekent 'gewijd aan God'.